# کریس وو (شناگر)
وی با نام ایتالیایی کوین نیز شناخته میشود.

از اهنک های سولو ان میتوان به جولای،جویز اشاره کرد
کریس وو (به انگلیسی: Chris Woo) (زادهٔ 6 نوامبر 1990) شناگر اهل ایالات متحده آمریکا است.